# 陳栄
陳 栄（ちん えい、Chén Róng、? - 1864年）は、太平天国の指導者の一人。天地会出身。
広東省肇慶府出身。1854年に蜂起して、府城と高要県を占拠して、羅定州に西進した。その後広州包囲に失敗して北上した何禄・陳金釭・周春らと合流し、韶州を包囲したが攻略できなかった。1855年、湖南省に入り、7月に何禄とともに郴州を攻略、9月には周春とともに茶陵州を攻略した。11月に江西省に入り、翌年に吉安を太平天国軍とともに攻め落とした。太平天国軍に加入した天地会軍は「花旗」と呼ばれ、翼王石達開の部隊に属した。
1857年、石達開の天京離脱に従い、江西省・浙江省・福建省・湖南省・広西省を転戦した。1860年、譚星・林彩新・周春・李鴻昭らとともに石達開軍を離脱した。広東省連州で「殿左隊前精忠先鋒」を名乗り、広東省・江西省・湖南省の境界を転戦した。1861年、江西省で太平天国の侍王李世賢軍に出会い、李世賢に従って浙江省に入り、義烏を攻略して崇天安となった。1862年、感王に封じられた。その後、江西省・安徽省を転戦したが、1864年7月に浙江省孝豊で捕らえられ処刑された。